# Jean Armand de Maillé-Brézé
Jean Armand de Maillé-Brézé (Milly, 18 de outubro de 1619 — Batalha de Orbetello, 14 de junho de 1646), marquês de Brézé e duque de Fronsac, foi um aristocrata, militar e oficial naval que teve uma carreira meteórica, embora efémera, na Marinha de Guerra Francesa. Maillé-Brézé foi coronel aos 15 anos de idade, general das galeras aos 20 anos e "grão-mestre da navegação" aos 24 anos, participando em oito campanhas navais, adquirindo grande fama pelas suas vitórias que asseguraram, por um breve período, o domínio do Mediterrâneo Ocidental pela Marinha de Luís XIII da França. Foi morto em combate, na Batalha de Orbetello, travada em torno da ilha de Giglio, quando tinha apenas 27 anos de idade.